# Paragomphus reinwardtii
Paragomphus reinwardtii – gatunek ważki z rodziny gadziogłówkowatych (Gomphidae). Endemit indonezyjskiej wyspy Jawa.